# Corgatha pleuroplaca
Corgatha pleuroplaca là một loài bướm đêm trong họ Erebidae.